# Барбадос на Светском првенству у атлетици у дворани 2003.
Барбадос је пети пут учествовао на 10. Светском првенству у атлетици у дворани 2003. одржаном у Бирмингему од 14. до 16. марта. Репрезентацију Барбадоса представљала је 1 атлетичарка која се такмичила у трци на 60 метара са препонама.
На овом првенству такмичарка Барбадоса није освојила ниједну медаљу али је остварила најбољи лични резултат сезоне.

## Учесници
Жене:
- Андреа Блекет — 60 м препоне

## Резултати

### Жене
| Атлетичарка   | Дисциплина   | Лични рекорд | Квалификације | Квалификације | Полуфинале            | Полуфинале            | Финале                | Финале  | Детаљи |
| Атлетичарка   | Дисциплина   | Лични рекорд | Резултат      | Место         | Резултат              | Место                 | Резултат              | Место   | Детаљи |
| ------------- | ------------ | ------------ | ------------- | ------------- | --------------------- | --------------------- | --------------------- | ------- | ------ |
| Андреа Блекет | 60 м препоне | 8,62         | 8,37 ЛР       | 7. у гр. 1    | Није се квалификовала | Није се квалификовала | Није се квалификовала | 25 / 28 |        |